# Aula Magna (université de Stockholm)
Pour les articles homonymes, voir Aula Magna.
Aula Magna est le plus grand auditorium de l'université de Stockholm en Suède. Construit à partir de 1995, il est achevé en 1998. Outre la grande salle de conférence, il existe des salles de réunion et de séminaire plus petites. À l'extérieur de la salle de conférence se trouve une galerie de lecture. L'auditorium est utilisé pour des réunions académiques telles que des conférences et des colloques, ainsi que des fonctions externes telles que des réunions générales. Des conférences Nobel y ont également eu lieu.

## Architecte

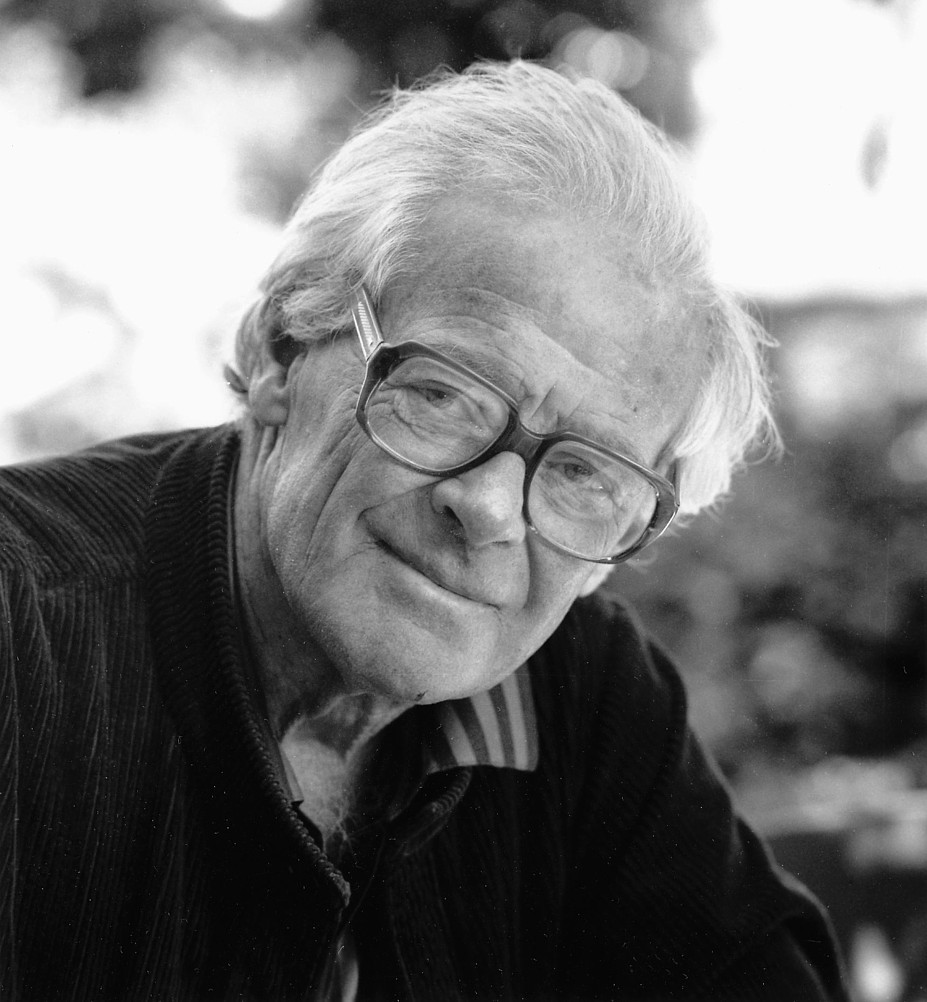
Ralph Erskine

L'Aula Magna a été conçue par l'architecte Ralph Erskine. Celui-ci a également conçu pour l'université : l'Allhuset en 1980, la bibliothèque universitaire de Stockholm en 1983, la salle de sport Frescatihallen en 1983 (originellement nommée Aktiverum) et la maison des avocats en 1991 (Juristernas hus). L'Aula Magna a été le dernier projet de l'université pour Erskine avant sa mort en 2005.
L'idée d'installer un auditorium sur le site date de la création du campus au début des années 1960.

## Conception
Le bâtiment est construit dans le sol. Du côté nord où se trouve l'entrée principale, il donne une impression basse et modeste, dominée par de grandes surfaces vitrées. Sur le côté sud, le bâtiment est à sa hauteur maximale. Erskine a divisé la façade en plusieurs volumes de différentes tailles, structures et hauteurs. La façade nord est faite de différentes nuances de brique rouge, fortement articulée avec différentes textures de surface. Le toit, visible de loin, est doté de réflecteurs solaires, typiques du style d'Erskine, qui transmettent la lumière du jour dans l'auditorium via des puits de lumière. L'intérieur offre un vaste panorama à travers la façade de verre au nord qui place le spectateur en contact étroit avec la nature et les vieux chênes à l'extérieur. À l'intérieur, les murs de briques à motifs reviennent. La conception intérieure a une sensation naturelle grâce au substrat rocheux exposé dans le hall inférieur. La doublure rustique en bois blond est une caractéristique du bâtiment, contrastant avec la pierre de verre.
La conception de l'auditorium a été inspirée par le plan semi-circulaire d'un ancien amphithéâtre. Ceci est destiné à permettre à un public de 1 194 personnes d'entendre l'orateur sans amplification électronique. Pour cela, Erskine a collaboré avec le consultant en acoustique Nils-Åke Nilsson. Le plafond en bois a une pente raide vers la scène et un profilage puissant pour maximiser la propagation du son et éviter les échos. Ces solutions visaient également à fournir un effet sculptural esthétique. Pour obtenir une diffusion sonore maximale, une forte pente a été intégrée dans la conception et un soin particulier a été apporté à la conception de l'espace et des matériaux.

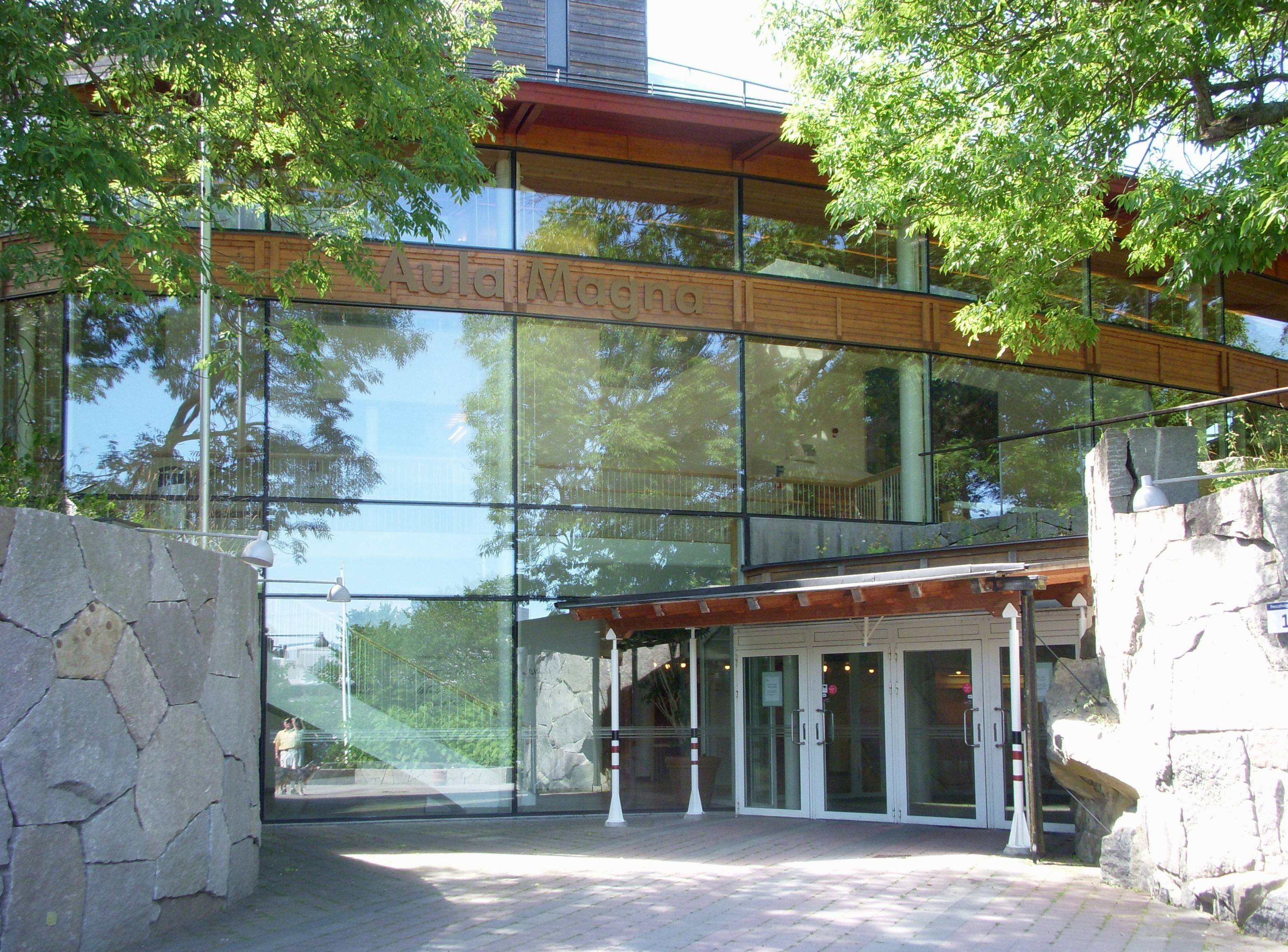
Entrée principale sur la façade nord.
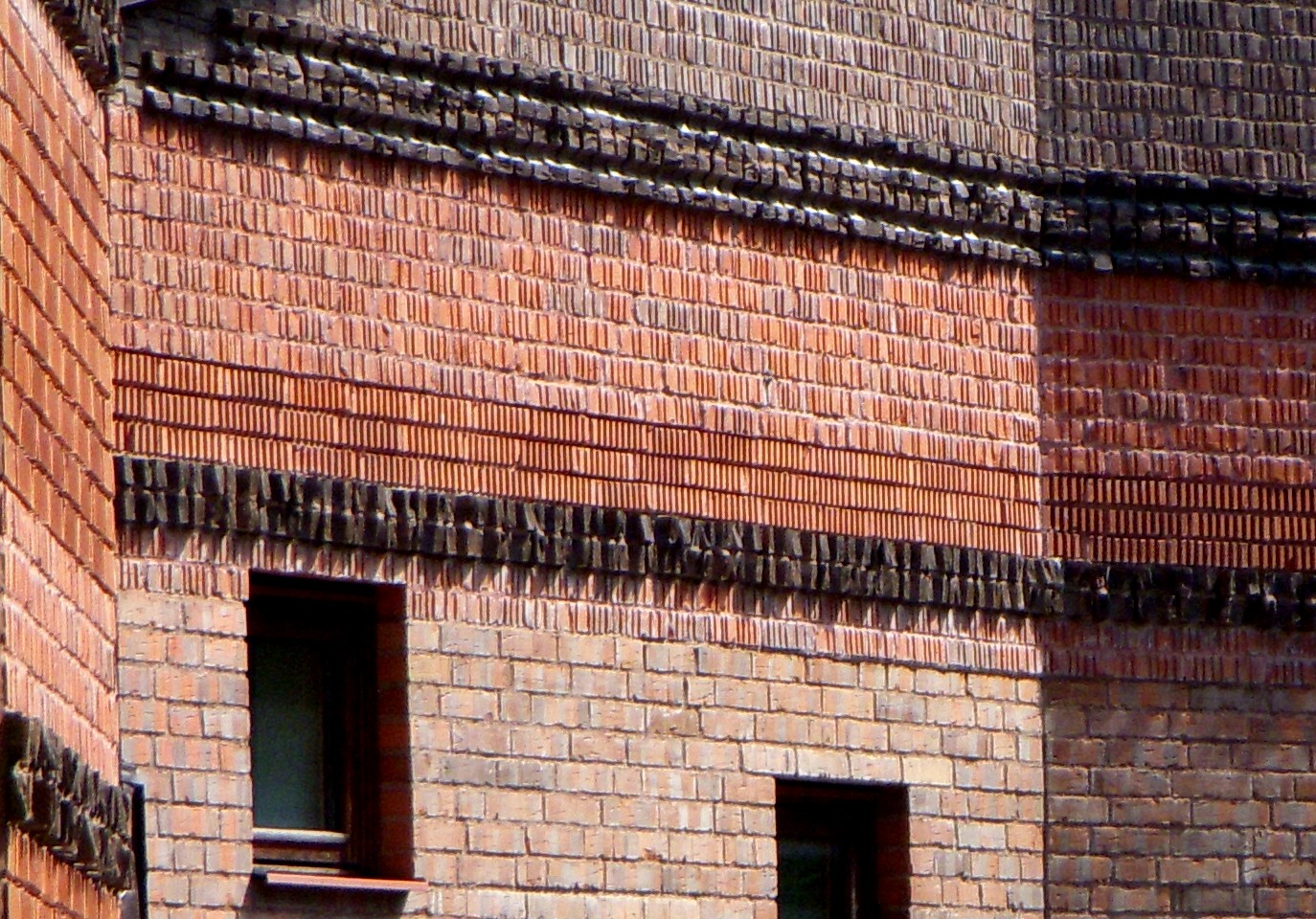
Détail de brique, façade sud.
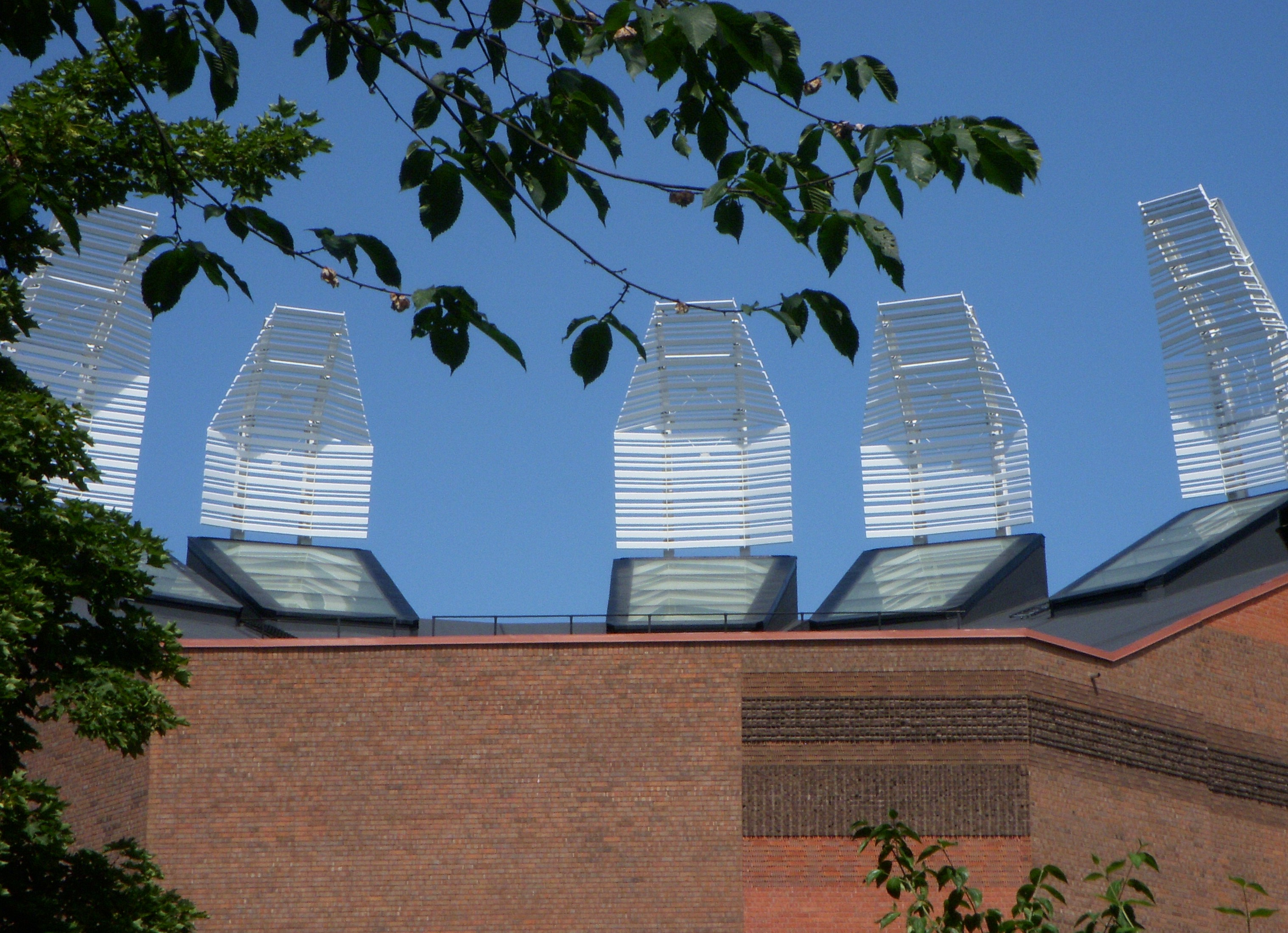
Réflecteurs solaires montés sur le toit.
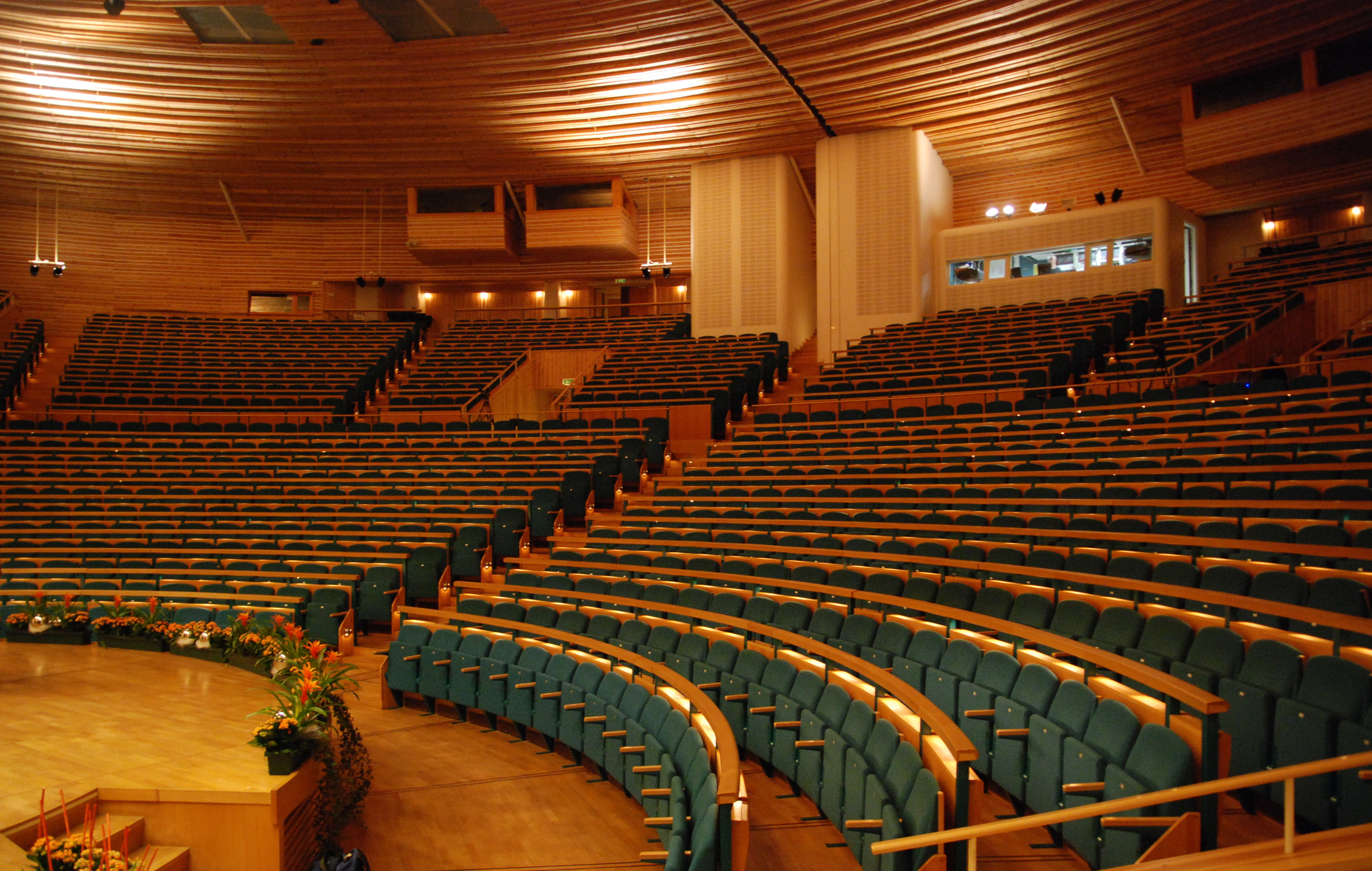
Intérieur de la salle principale.

## Sources
- Olof Hultin, Ola Österling et Michael Perlmutter, Guide till Stockholms Arkitektur, Stockholm, Architecture Publishers, 2002, 2e éd. (1re éd. 1998) (ISBN 978-91-86050-58-0)[5]
- Ralph Erskine, 1998, "Aula Magna, Stockholm", Architecture, Stockholm n°1.
- Mats Egelius, 1998, "Aula Magna closes the circle", Architecture, n°1, Stockholm.